# Armen Bagdasarov
Armen Bagdasarov (né le 31 juillet 1972 à Tashkent) est un judoka ouzbek, professionnel de 1993 à 2001. Il participe aux Jeux olympiques d'été de 1996 dans la catégorie des poids moyens et remporte la médaille d'argent.

## Palmarès

### Jeux olympiques
- Jeux olympiques de 1996 à Atlanta,  États-Unis
  -  Médaille d'argent

### Championnats d'Asie
- Championnats d'Asie de judo 1995 :  médaille de bronze en moins de 86 kg
- Championnats d'Asie de judo 1996 :  médaille d'or en moins de 86 kg
- Championnats d'Asie de judo 1999 :  médaille d'or en moins de 90 kg
- Championnats d'Asie de judo 2000 :  médaille de bronze en moins de 100 kg